# Willian Lima
Willian Lima (31 de enero de 2000) es un deportista brasileño que compite en judo.
Participó en los Juegos Olímpicos de París 2024, obteniendo dos medallas, plata en –66 kg y bronce en el equipo mixto. Ganó dos medallas en los Juegos Panamericanos de 2023 y cuatro medallas en el Campeonato Panamericano de Judo entre los años 2021 y 2024.

## Carrera
El judo entró en la vida del limeño a los seis años, pero no fue la primera opción del paulista. Cuando era más joven, viajaba a la playa todos los fines de semana con su familia y tenía una conexión muy fuerte con el agua. Por ello, optó por la natación. Sin embargo, no tenía ni la edad ni la altura suficientes para iniciarse en el deporte. Comenzó en judo, en la Asociación Namie Judo, planeando dejar el deporte más tarde, pero comenzó a destacarse en el deporte. En 2015 se incorporó al equipo Esporte Clube Pinheiros de São Paulo.
Su primer gran resultado con el equipo principal de judo fue en julio de 2019: bronce en la Universiada de Nápoles, Italia. A partir de este resultado, el judoca subió al podio de varias competiciones con la selección absoluta.
Lima ganó el oro en el Campeonato Mundial Juvenil de Judo 2019 en Marrakech, Marruecos.
En 2019, ganó por primera vez una medalla en un Grand Slam (el torneo que más puntos da en el ranking de judo después de los Juegos Olímpicos, el Mundial y el World Masters): en Brasilia 2019, obtuvo un bronce.
En el Grand Slam de Budapest, en 2020, Lima vuelve a conquistar una medalla de bronce, la segunda en Grand Slams.
Lima es medallista de oro del Campeonato Panamericano de Judo de 2021 en la categoría -66 kg.
En abril de 2022, Lima llegó a la final del Grand Slam en Antalya, Turquía, y solo perdió por el golden score de la final ante Denis Vieru, de Moldavia, quien era el actual líder del ranking mundial. Con esto, Lima se llevó la plata.
En el Campeonato Panamericano y de Oceanía de Judo de 2022 celebrado en Lima, Perú, obtuvo medalla de bronce en la categoría Semiligero (66 kg). También ganó una medalla de oro en el equipo mixto de Brasil.
En el Campeonato Mundial de Judo de 2022, Lima inició la competencia ganando con un ippon relámpago a Romeo Radu Izvoreanu, pero en segunda ronda se enfrentó al japonés Joshiro Maruyama, bicampeón mundial (2019-2021), quien logró vencer al Brasileño por ippon, tras perder por waza-ari. 
En el Grand Slam de Antalya 2023, Lima alcanzó la medalla de bronce.
En el Campeonato Mundial de Judo de 2023, Lima debutó con victoria sobre Ramazan Kodzharov (BRN), excluido de la competición por no pesarse. Clasificado para la siguiente ronda, venció a Nurali Emomali (TJK) por waza-ari con poco más de un minuto. ir. En octavos de final se enfrentó al francés Walide Khyar y acabó siendo derrotado a los cuatro minutos del marcador de oro, también por waza-ari. El francés acabó ganando la medalla de bronce del torneo.
En el Campeonato Panamericano y de Oceanía de Judo de 2023 celebrado en Calgary, Canadá, ganó medalla de bronce en la categoría Semiligero (66 kg).
En los Juegos Panamericanos celebrados en Santiago 2023, Lima comenzó perdiendo la primera pelea, pero se recuperó y a lo largo de la competencia obtuvo el bronce, dedicando su medalla a su hijo recién nacido, llamado Dom. También obtuvo una plata por participar en la modalidad de equipos mixtos.
En el Grand Slam de Taskent 2024, Lima obtuvo medalla de bronce.
En el Grand Slam de Tiflis 2024, Lima obtuvo medalla de bronce. 
Se consagró bicampeón en el Campeonato Panamericano y de Oceanía de Judo de 2024 celebrado en Río de Janeiro, obteniendo la medalla de oro.
En el Campeonato Mundial de Judo de 2024, Lima alcanzó por tercera vez consecutiva los octavos de final, donde fue eliminado por el japonés Ryoma Tanaka, quien terminó siendo el campeón del torneo.

## Palmarés internacional
| Juegos Olímpicos        | Juegos Olímpicos        | Juegos Olímpicos  | Juegos Olímpicos |
| Año                     | Lugar                   | Medalla           | Categoría        |
| ----------------------- | ----------------------- | ----------------- | ---------------- |
| 2024                    | París (Francia)         | Medalla de plata  | –66 kg           |
| 2024                    | París (Francia)         | Medalla de bronce | Equipo mixto     |
| Juegos Panamericanos    |                         |                   |                  |
| Año                     | Lugar                   | Medalla           | Categoría        |
| 2023                    | Santiago (Chile)        | Medalla de plata  | Equipo mixto     |
| 2023                    | Santiago (Chile)        | Medalla de bronce | –66 kg           |
| Campeonato Panamericano |                         |                   |                  |
| Año                     | Lugar                   | Medalla           | Categoría        |
| 2021                    | Guadalajara (México)    | Medalla de oro    | –66 kg           |
| 2022                    | Lima (Perú)             | Medalla de bronce | –66 kg           |
| 2023                    | Calgary (Canadá)        | Medalla de bronce | –66 kg           |
| 2024                    | Río de Janeiro (Brasil) | Medalla de oro    | –66 kg           |